# Mouvement universitaire jurassien
Das Mouvement universitaire jurassien (MUJ, «Jurassische Universitätsbewegung») war ein Studentenverband in der Schweiz, der von 1964 bis 1987 existierte und Studenten vertrat, die aus dem Kanton Jura und dem Berner Jura stammten. Sie war eine Unterorganisation der separatistischen Bewegung Rassemblement jurassien, die sich für die Loslösung vom Kanton Bern einsetzte.
Separatistisch gesinnte Studenten aus dem Jura gründeten das MUJ am 13. September 1964 an der Universität Lausanne. Die Gruppierung schloss sich umgehend dem Rassemblement jurassien an und war in dessen Direktionskomitee vertreten. Innerhalb von zwei Jahren kamen Sektionen an den Universitäten Fribourg, Genf, Neuchâtel und Zürich sowie an der EPFL hinzu.
Ursprünglich war das MUJ aus dem Wunsch heraus entstanden, gegen den Waadtländer Staatsrat zu protestieren, der dem Jura eine eigenständige Präsentation an der Expo 64 verweigert hatte. Im weiteren Verlauf vereinigte es jurassische Studenten, «die sich durch objektives Studium der Materie der Recherche für eine Lösung der Jurafrage im Sinne der politischen Unabhängigkeit widmen». Darüber hinaus organisierte es Veranstaltungen und Demonstrationen, um auch die übrige Studentenschaft auf die Jurafrage aufmerksam zu machen. Vor allem in den 1970er Jahren kam es zu Auseinandersetzungen zwischen dem marxistischen Flügel in Genf und dem konservativen Flügel in Fribourg.
Mehrere Mitglieder nutzten das MUJ als Sprungbrett für ihre politische Karriere. Zu den Präsidenten gehörten unter anderem François Lachat (1966–1968), Jean-François Roth (1974–1979) und Maxime Zuber (1986–1987).